# Unité d'angle solide
Une unité d'angle solide est une unité de mesure permettant d'exprimer la valeur d'un angle solide.
- L'unité d'angle solide du Système international est le stéradian (symbole : sr), défini comme l'angle solide sous-tendant, depuis le centre d'une sphère, une calotte d'aire égale au carré du rayon.
- En astronomie on utilise le degré carré (symbole : deg2), égal à {\displaystyle \left({\frac {\pi }{180}}\right)^{2}} stéradians (1 deg2 {\displaystyle \approx } 3,046 174 × 10−4 st) et ses sous-multiples sexagésimaux : la minute carrée (1/3600 degré carré), la seconde carrée (1/3600 minute carrée), la tierce carrée (1/3600 seconde carrée), etc..
- L'angle solide complet ou spat (symbole : sp) est celui qui englobe toutes les directions de l'espace. 1 sp = 4π st {\displaystyle \approx } 41 253 deg2.